# Red Wing (Minnesota)
Red Wing è un comune degli Stati Uniti d'America, situato nello Stato del Minnesota, nella Contea di Goodhue, della quale è il capoluogo.